# Podosis
Podosis est un cheval trotteur français, née le 1er avril 1981 et mort le 28 février 2012. Il s'illustra au trot monté dans les années 1980 en gagnant notamment le Prix de Cornulier 1988, considéré comme la plus grande course de la spécialité.

## Naissance et élevage
Podosis nait le 1er avril 1981 à Ammeville, au sud du Calvados, chez Roger Ledoyen. Son père est Florestan, étalon renommé, fils de la grande Roquépine, mais que la nationalité du père, l'Américan Star's Pride, empêcha de courir en France. Acheté par les Haras nationaux, il bénéficie d'une réouverture du studbook du Trotteur français et devient l'un des grands reproducteurs de la fin du XXe siècle. Sa mère est Civette II dont la carrière fut discrète, gagnant tout de même quatre courses. À la différence d'Istraeki, contemporain d'Idéal du Gazeau mais spécialiste du trot monté, que Roger Ledoyen avait acheté après la naissance, Podosis allait être un grand produit de son élevage.

## Carrière de course
Podosis se qualifie le 7 septembre 1983. Sa carrière est très vite orientée vers le trot monté. Il remporte en février 1984, au début de l'année de ses 3 ans, le modeste Prix de Sully puis prend en juin la deuxième place du Saint-Léger des Trotteurs, un classique (aujourd'hui groupe I) à Caen. Il remporte en août son premier semi-classique (groupe II) à Vincennes, le Prix Pierre Gamare, puis confirme en novembre en s'adjugeant le Prix Raoul Ballière avant de s'affirmer parmi les leaders de sa génération en gagnant son premier classique en décembre, le Prix de Vincennes.
En 1985, le cheval remporte cinq succès dont le Prix des Centaures et, de façon assez heureuse, le Prix du Président de la République, où il passe le poteau en 3e position mais se retrouve désigné vainqueur à la suite de l'arrivée dans des allures jugées fautives de Potin d'Amour et Portolugo.
Les deux années suivantes voient le plus souvent Podosis éloigné des pistes en raison de problèmes de vertèbres. Aussi sa participation au Prix de Cornulier 1988 n'enthousiasme pas les parieurs qui ne l'envisagent qu'à la cote de 75 contre 1. Il remporte pourtant ce virtuel championnat du monde du trot monté qui constitue sa plus glorieuse victoire. Ce sera son dernier trophée, son entourage préférant l'orienter alors vers le haras, d'autant que sa santé redevient fragile.

## Carrière au haras
Podosis s'est avéré un très bon reproducteur, donnant plusieurs chevaux de valeur groupe 1, au premier rang desquels il faut citer First de Retz 1'11, double vainqueur du Cornulier en 2000 et 2001, et Gai Brillant 1'14, autre champion au trot monté. Bonheur de Tillard 1'11 et Paola de Lou 1'10 se sont également illustrés sur les hippodromes. Vainqueur du Prix d'Amérique 2024, Idao de Tillard présente un inbreeding 3x4 (arrière-grand-père et arrière-arrière-grand-père) sur Podosis.

## Palmarès

### GroupeI
- Prix de Vincennes (1984)
- Prix des Centaures (1985)
- Prix du Président de la République (1985)
- Prix de Cornulier (1988)

### GroupeII
- Prix Pierre Gamare (1984)
- Prix Raoul Ballière (1984)
- Prix Camille de Wazières (1985)
- Prix Olry-Roederer (1985)
- Prix Émile Riotteau (1986)

## Origines
| Origines de Podosis, mâle, bai. | Origines de Podosis, mâle, bai. | Origines de Podosis, mâle, bai. | Origines de Podosis, mâle, bai. |
| ------------------------------- | ------------------------------- | ------------------------------- | ------------------------------- |
| Père Florestan (US)             | Star's Pride (US)               | Worthy Boy                      | Volomite (US)                   |
| Père Florestan (US)             | Star's Pride (US)               | Worthy Boy                      | Warwell Worthy                  |
| Père Florestan (US)             | Star's Pride (US)               | Stardrift (US)                  | Mr Mc Elwyn (US)                |
| Père Florestan (US)             | Star's Pride (US)               | Stardrift (US)                  | Dillcisco (US)                  |
| Père Florestan (US)             | Roquépine                       | Atus II                         | Hernani III                     |
| Père Florestan (US)             | Roquépine                       | Atus II                         | Juignettes                      |
| Père Florestan (US)             | Roquépine                       | Jalna IV                        | Kairos                          |
| Père Florestan (US)             | Roquépine                       | Jalna IV                        | Sa Bourbonnaise                 |
| Mère Civette II                 | Paléo                           | Fandango                        | Loudéac                         |
| Mère Civette II                 | Paléo                           | Fandango                        | Tombelaine                      |
| Mère Civette II                 | Paléo                           | Rosina                          | The Great Mc Kinney (US)        |
| Mère Civette II                 | Paléo                           | Rosina                          | Historiette III                 |
| Mère Civette II                 | Sa Reine                        | Garde Moi                       | Atus II                         |
| Mère Civette II                 | Sa Reine                        | Garde Moi                       | Poire                           |
| Mère Civette II                 | Sa Reine                        | Victoria Queen                  | Kozyr                           |
| Mère Civette II                 | Sa Reine                        | Victoria Queen                  | Isménide                        |